# Zittau
Zittau (sorbisk: Žitawa) er tysk by på grænsen til Polen og Tjekkiet. Byen har 24.710 (2023). Omkring 1950 boede der omkring 47.000 indbyggere i byen. Navnlig efter genforeningen af Øst- og Vesttyskland er byens indbyggertal faldet drastisk, hvilket også gælder for mange andre østtyske byer. Byen er kendt for sine omkringliggende bjerge, der er et yndet vandreområde.